# Pan’an
Pan’an (chinesisch 磐安县, Pinyin Pán’ān Xiàn) ist ein Kreis der bezirksfreien Stadt Jinhua in der chinesischen Provinz Zhejiang. Die Fläche beträgt 1.195 Quadratkilometer und die Einwohnerzahl 177.161 (Stand: Zensus 2020). 1999 zählte Pan’an 204.769 Einwohner.
Die alte Teeplantage von Yushan (Yushan gu chachang 玉山古茶场) und der Ahnentempel der Familie Kong im Dorf Juxi (Juxi Kongshi jiamiao 榉溪孔氏家庙) aus der Zeit der Südlichen Song-Dynastie stehen seit 2006 auf der Liste der Denkmäler der Volksrepublik China.